# Cyphoma gibbosum
Cyphoma gibbosum (nomeada língua-de-flamingo, ou em inglês flamingo tongue snail; na tradução para o portuguêsː "caramujo língua de flamingo") é uma espécie de molusco gastrópode marinho pertencente à família Ovulidae. Foi classificada por Linnaeus, com o nome de Bulla gibbosa, em 1758, na sua obra Systema Naturae. É nativa do oeste do oceano Atlântico.

## Descrição da concha e hábitos
Concha moderadamente retangular, vista por cima ou por baixo, cilíndrica, com extremidades arredondadas e sem espiral aparente. Possui coloração branca a amarelada, sem mancha alguma. Superfície lisa, brilhantemente polida, com área interior, visível através da abertura, com a mesma coloração de sua superfície. Apresenta uma região em relevo, em sua parte mediana, como uma grossa cinta. Chega de 2.5 a até 3 ou 4.4 centímetros em suas maiores dimensões. Quando estão com o animal, geralmente tais conchas se encontram escondidas sob o manto.

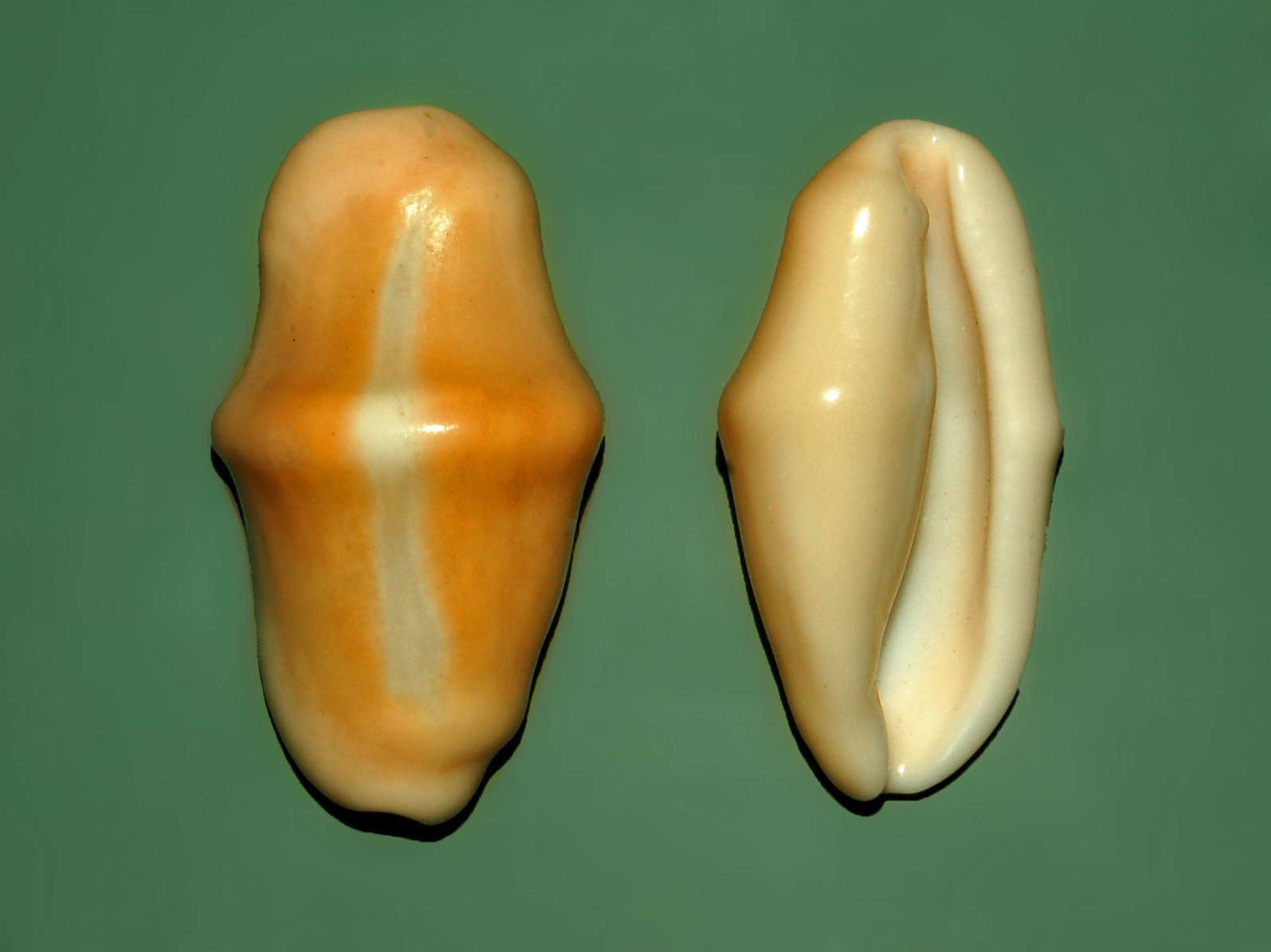
Conchas de C. gibbosum em vista superior e inferior.

É encontrada em águas rasas da zona nerítica, entre 2 a 15 metros, principalmente onde existam Octocorallia dos gêneros Aurella, Eunicea, Plexaura, Briareurn, Pseudopterogorgia e Gorgonia. dos quais se alimenta; consumindo indivíduos sadios, mesmo com altas concentrações de toxinas.

## Descrição do animal e distribuição geográfica
O animal de Cyphoma gibbosum é branco e translúcido, coberto por diversas manchas circulares e irregulares em amarelo, como as de uma girafa, rodeadas por margens negras. Normalmente o manto está totalmente estendido, escondendo completamente a sua concha, porém o indivíduo pode retrair-se para o seu interior.
Esta espécie ocorre na região do mar do Caribe e do sudeste dos Estados Unidos, da Carolina do Norte e Flórida, ao Brasil. É avistada na costa da Bermuda, Belize, Aruba, Bonaire, Cuba, Jamaica, Porto Rico, ilhas Cayman, Pequenas Antilhas, Golfo do México, Tobago, Costa Rica, Panamá, Colômbia e Venezuela. No Brasil, a espécie chega até o Espírito Santo.

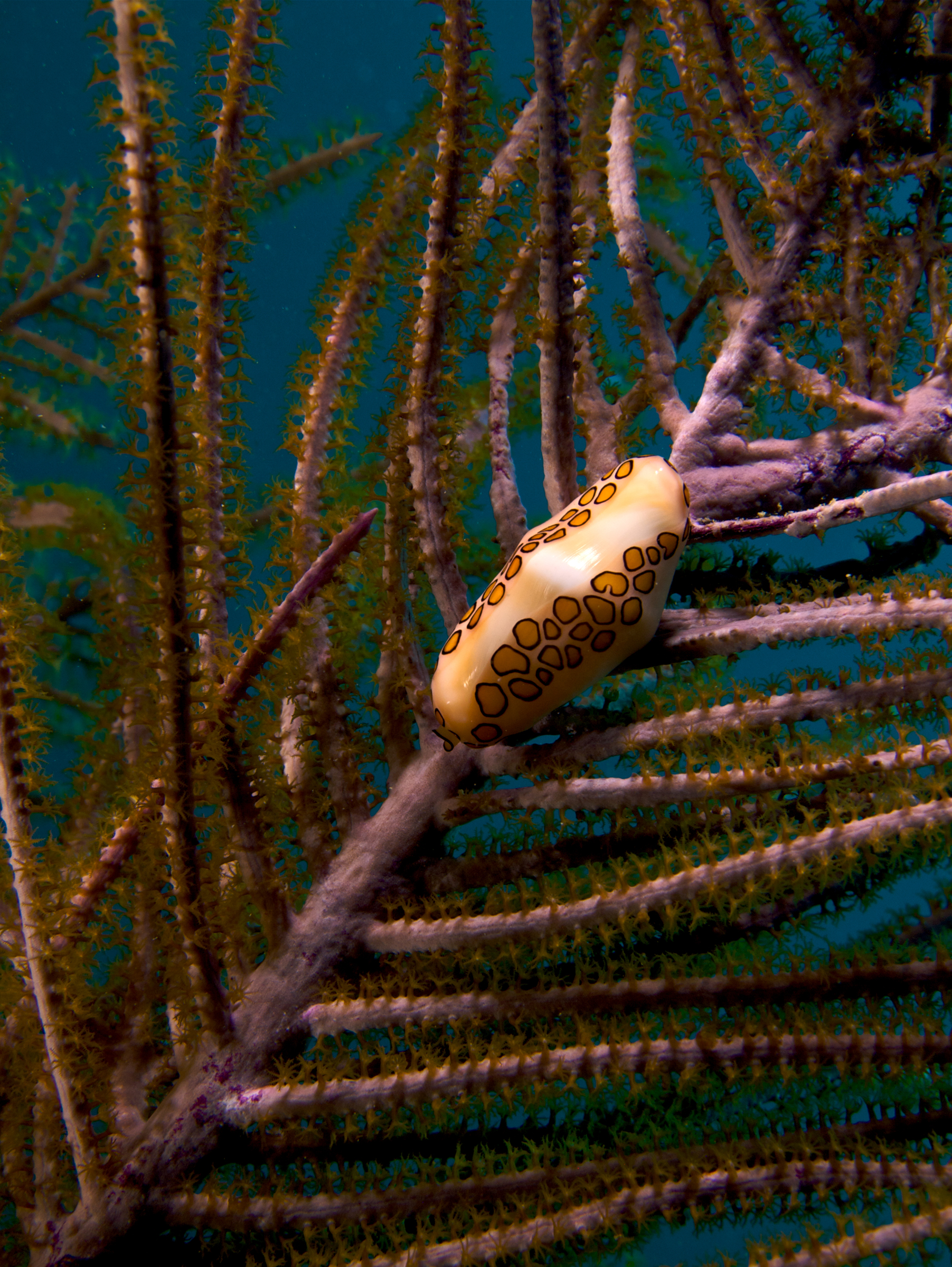
Indivíduo de C. gibbosum, em seu habitat.

## Pesca e conservação
Embora muitos compostos químicos de sua alimentação sejam nocivos ou tóxicos, parecendo desencorajar os ataques de predadores, esta espécie de caramujo é coletada em excessivo número pelo Homem, o que resulta em baixa quantidade de indivíduos em algumas áreas.